# 森一哉
森 一哉（もり かずや、1974年4月17日 - ）は、徳島県徳島市出身の元プロサッカー選手、サッカー指導者。現役時代のポジションは、ミッドフィールダー。

## 来歴
徳島市立高校から慶應義塾大学に進学し、同大学ソッカー部でプレー。1997年に卒業すると、同年にプロ化した川崎フロンターレの創設時メンバーとなったが、ジャパンフットボールリーグ（旧JFL）への出場経験はなく、この1年間で現役を引退した。現役引退後は、1999年から川崎の下部組織で指導者を歴任し、主にジュニアユース（中学生）世代の指導に当たった。
2014年より、風間八宏監督の下でトップチームのコーチに就任した。
2017年、前年まで川崎の監督だった風間が名古屋グランパスの監督に就任すると、森は名古屋のヘッドコーチに就任し、2019年9月23日に風間が解任されたことに伴い契約解除された。
2020年、東京ユナイテッドFCの監督に就任した。2020年11月13日、2020年シーズンをもって退任すると発表された。
2021年、南葛SCの監督に就任した。2023年4月、契約解除により監督を退任。

## 所属クラブ
ユース経歴
- 徳島市立高等学校
- 慶應義塾大学

プロ経歴
- 1997年  川崎フロンターレ

## 個人成績
| 国内大会個人成績 | 国内大会個人成績 | 国内大会個人成績 | 国内大会個人成績 | 国内大会個人成績 | 国内大会個人成績 | 国内大会個人成績 | 国内大会個人成績 | 国内大会個人成績 | 国内大会個人成績 | 国内大会個人成績 | 国内大会個人成績 |
| 年度             | クラブ           | 背番号           | リーグ           | リーグ戦         | リーグ戦         | リーグ杯         | リーグ杯         | オープン杯       | オープン杯       | 期間通算         | 期間通算         |
| 年度             | クラブ           | 背番号           | リーグ           | 出場             | 得点             | 出場             | 得点             | 出場             | 得点             | 出場             | 得点             |
| 日本             | 日本             | 日本             | 日本             | リーグ戦         | リーグ戦         | リーグ杯         | リーグ杯         | 天皇杯           | 天皇杯           | 期間通算         | 期間通算         |
| ---------------- | ---------------- | ---------------- | ---------------- | ---------------- | ---------------- | ---------------- | ---------------- | ---------------- | ---------------- | ---------------- | ---------------- |
| 1997             | 川崎             | 25               | 旧JFL            | 0                | 0                | -                | -                |                  |                  |                  |                  |
| 通算             | 日本             | 日本             | 旧JFL            | 0                | 0                | -                | -                |                  |                  |                  |                  |
| 総通算           | 総通算           | 総通算           | 総通算           | 0                | 0                | -                | -                |                  |                  |                  |                  |

## 指導歴
- 1999年 - 2016年  川崎フロンターレ
  - 1999年 スクール コーチ
  - 2000年 ジュニアユース コーチ兼スクール コーチ
  - 2001年 サッカースクールマスター
  - 2002年 U-13 コーチ
  - 2003年 U-14 コーチ
  - 2004年 U-15 監督
  - 2005年 U-13 監督
  - 2006年 U-14 監督
  - 2007年 U-15 監督
  - 2008年 U-13 監督
  - 2009年 - 2011年 U-15 監督
  - 2012年 - 2013年 U-13 監督
  - 2014年 - 2016年トップチーム コーチ
- 2017年 - 2019年9月  名古屋グランパス
  - 2017年 - 2019年9月 トップチーム ヘッドコーチ
- 2020年 東京ユナイテッドFC 監督
- 2021年 - 2023年4月 南葛SC 監督